# Pawapuri
Pawapuri no estado indiano de Bihar é um local sagrado para os Jainismos.